# Lauratonema obtusicaudatum
Lauratonema obtusicaudatum är en rundmaskart som beskrevs av Murphy och Jensen 1961. Lauratonema obtusicaudatum ingår i släktet Lauratonema och familjen Lauratonematidae. Inga underarter finns listade i Catalogue of Life.